# الدوري الإنجليزي لكرة القدم 1972–73
الدوري الإنجليزي لكرة القدم 1972–73 هو موسم من دوري كرة القدم الإنجليزي. فاز فيه نادي ليفربول. وجاء فوز ليفربول باللقب بفارق ثلاثة نقاط في جدول الترتيب عن منافسه أرسنال.